# Georg Ossian Sars

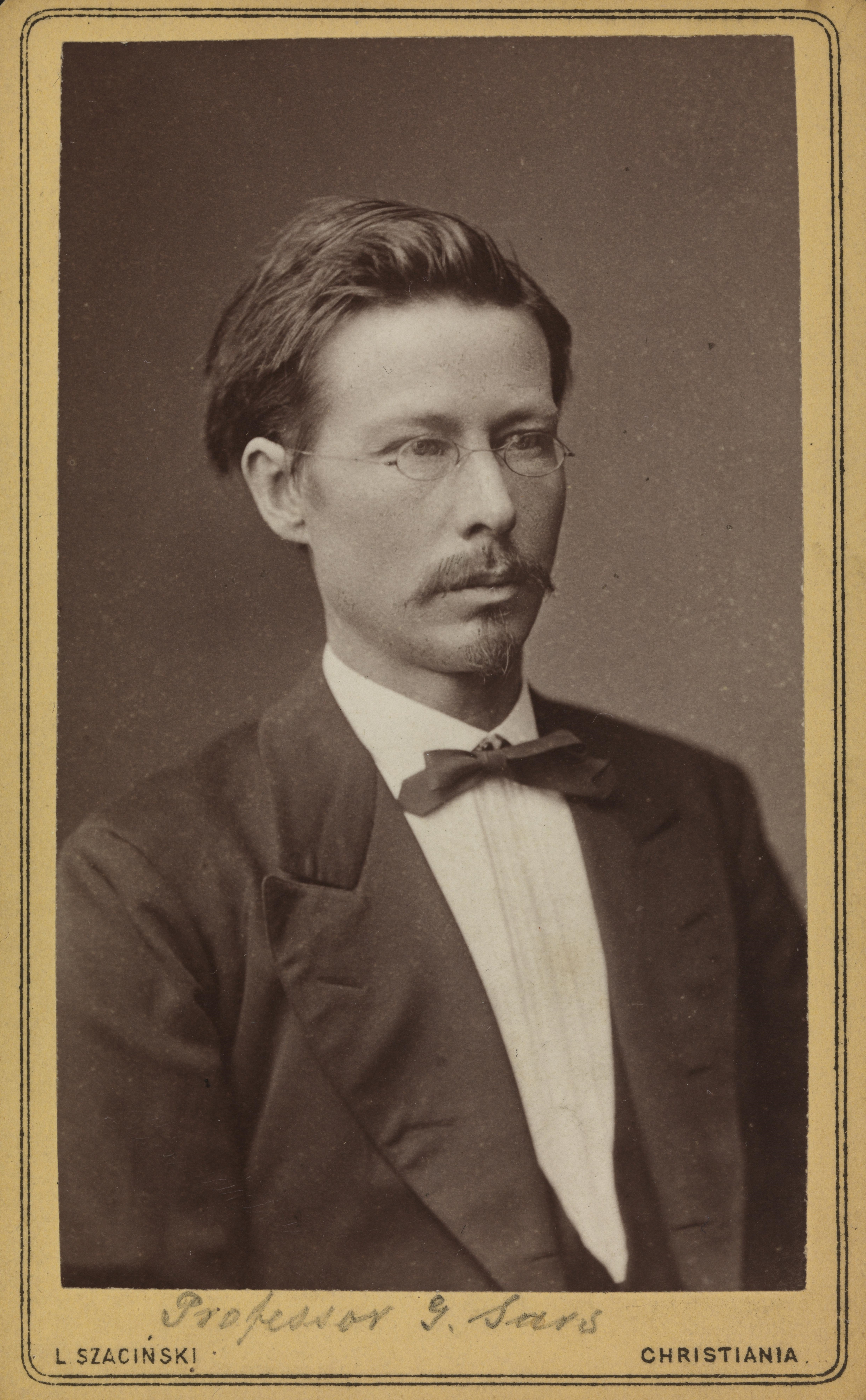
Georg Ossian Sars 1881, Foto: Ludwik Szaciński

Georg Ossian Sars (* 20. April 1837 in Florø; † 9. April 1927 in Oslo) war ein norwegischer Zoologe. Sein besonderes Interesse galt der Systematik der Krebstiere.

## Leben

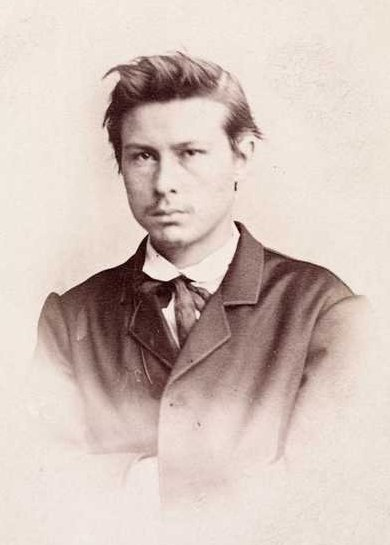
Ossian Sars um 1865

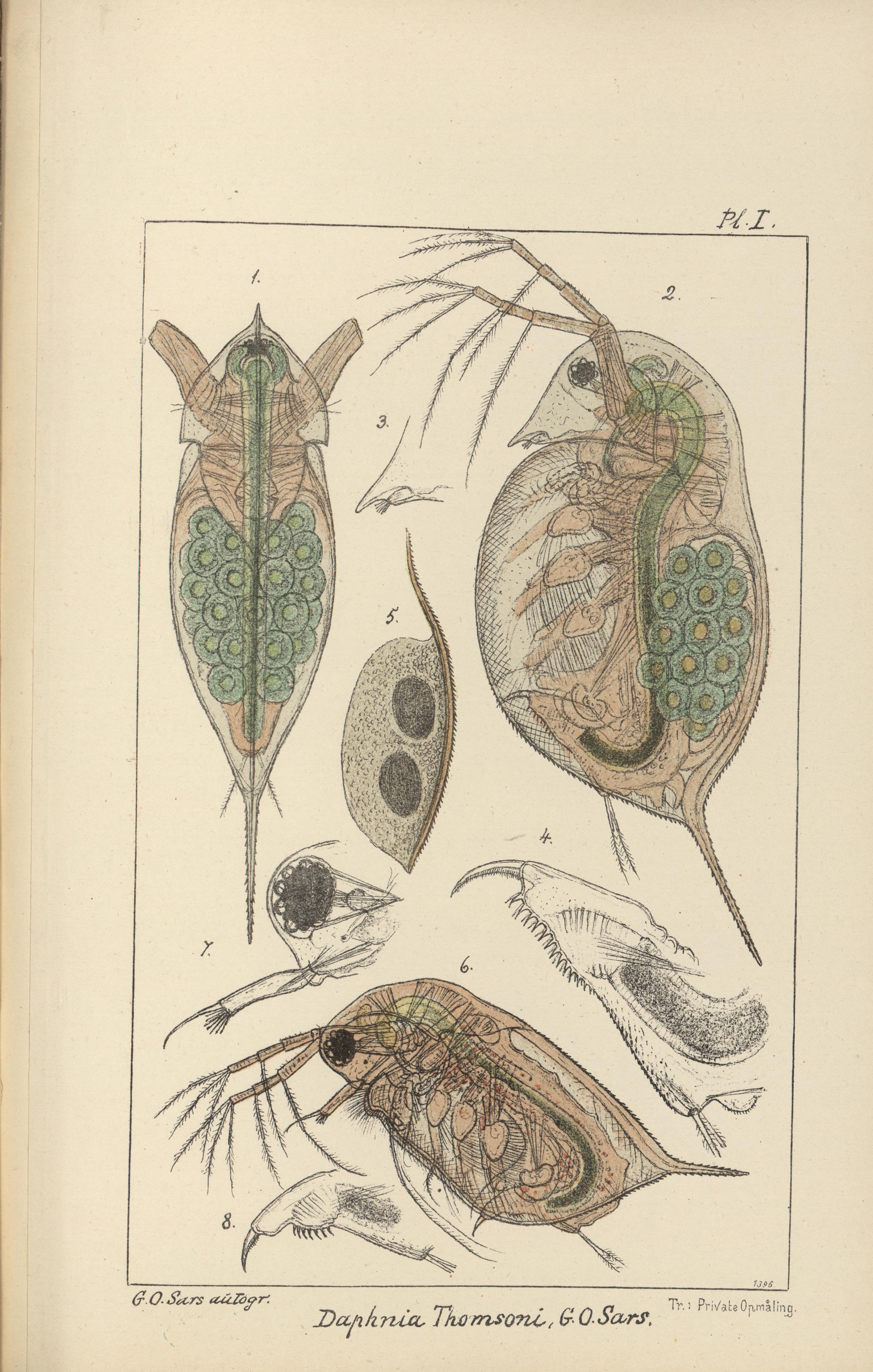
Zeichnung eines Wasserflohs von Ossian Sars

### Herkunft und Ausbildung
Georg Ossian Sars war das vierte Kind des Geistlichen und Zoologen Michael Sars und dessen Ehefrau Maren Cathrine geb. Welhaven (1811–1898), einer Schwester des Lyrikers Johan Sebastian Welhaven. Er wuchs in Manger auf der Insel Radøy auf, wo sein Vater ab 1839 Pastor war. Er besuchte ab 1852 die Kathedralschule in Bergen. Zwei Jahre später zog die  Familie in die Hauptstadt Christiania, weil Michael Sars zum außerordentlichen Professor an der Königlichen Friedrichs-Universität ernannt worden war, und Ossian wechselte an die dortige Kathedralschule. Ab 1857 studierte er in Christiania Medizin und Naturgeschichte. Angeregt durch ein Buch des schwedischen Zoologen Vilhelm Lilljeborg entdeckte er sein Interesse für Krebstiere. Als Student begleitete er seinen Vater auf sommerlichen Exkursionen durch Norwegen. In seinen ersten Abhandlungen beschrieb er zahlreiche neue Arten von Ruderfußkrebsen, Asseln, Cumacea und Muschelkrebsen. 1862 erhielt er für eine Arbeit über Norwegens Süßwasserkrebse die Kronprinzen-Goldmedaille (Kronprinsens gullmedalje).

### Wissenschaftlicher Werdegang
Beginnend mit einem Stipendium für 1864 arbeitete Sars bis 1870 vorwiegend auf dem Gebiet der Fischereiwissenschaft. Er entdeckte, dass der Laich des Kabeljaus nahe der Oberfläche schwimmt und somit den Meeresströmungen ausgesetzt ist. Bis dahin hatte man angenommen, dass er wie der des Atlantischen Herings auf den Grund sinkt und sich dort anhaftet. Sars stellte in den Folgejahren fest, dass die Eier nicht nur des Kabeljaus, sondern fast aller in Norwegen wirtschaftlich genutzten Fischarten pelagisch sind. Er erforschte aber auch in dieser Zeit die Krebstiere und begründete in der zoologischen Systematik die Unterklasse der Myodocopa (1866) und die Ordnungen der Kiemenfüßer (Anostraca 1867), Notostraca (1867), Myodocopida (1866), Platycopida (1866), Podocopida (1866) und Lophogastrida (1870). Die Muschelschaler (Conchostraca SARS 1867) sind heute in Bezug auf den Status als valides Taxon in der wissenschaftlichen Diskussion.
1870 kehrte Sars an die Universität Christiania zurück, wo er 1874 in Nachfolge Halvor Raschs (1805–1803) zum Professor für Zoologie ernannt wurde. Ossian Sars beendete in dieser Zeit mehrere begonnene Veröffentlichungen seines 1869 verstorbenen Vaters. Er galt bereits als exzellenter Karzinologe, sodass ihm auch gesammeltes Material wissenschaftlicher Expeditionen übergeben wurde. Er bearbeitete z. B. die Cumacea der schwedischen Arktisexpeditionen Otto Torells  von 1861 und Adolf Erik Nordenskiölds von 1868 sowie der Atlantikexpedition der HMS Josephine von 1869.
Im Winter 1875/76 reiste er ans Mittelmeer, besuchte vor allem Italien, aber auch Malta und Tunesien. Nach seiner Rückkehr gründete er mit seinen Professorenkollegen Sophus Lie und Jakob Worm Müller (1834–1889) eine neue naturwissenschaftliche Zeitschrift, das Archiv for Mathematik og Naturvidenskap. Hier veröffentlichte er während der nächsten Jahre mehrere Arbeiten über Schwebegarnelen, Cumacea, Asseln und Muschelkrebse, die er von seiner Reise mitgebracht hatte. Er blieb zeitlebens Herausgeber der Zeitschrift, deren Gründung dazu führte, dass sich die Herausgabe wissenschaftlicher Arbeiten in Norwegen nahezu verdoppelte. Sie war das norwegische Sprachrohr der neuen wissenschaftlichen Strömungen in Europa. Neben seinem Bruder, dem Historiker Ernst Sars, galt er bald als markantester Vertreter des Darwinismus in Norwegen.
Von 1876 bis 1878 leitete Sars gemeinsam mit dem Meteorologen Henrik Mohn die Norwegische Nordmeerexpedition mit dem Dampfschiff Vøringen. Jeweils in den Sommermonaten befuhr das Schiff das Europäische Nordmeer sowie Teile der östlichen Grönlandsee vor Spitzbergen und der westlichen Barentssee. Während Mohn sich für den Einfluss des Meeres auf das Klima Norwegens und für die Meeresströmungen interessierte, ging es Sars um die Aufklärung der Fischwanderungen und um die Entdeckung und Beschreibung noch unbekannter Meerestiere, insbesondere auch aus der Tiefsee. Beide waren erfolgreich. Von Sars und seinen Kollegen wurden etwa 300 neue Arten beschrieben. Im Anschluss an die Expedition konnte er eine Karte der Laichzüge des Kabeljaus aus der Grönland- und Barentssee bis zu den Lofoten erstellen. Sars’ Arbeitsumfang war enorm: Während er mit der Vorbereitung und Leitung der Expedition beschäftigt war, veröffentlichte er 1878 ein umfangreiches Werk über Norwegens arktische Weichtiere.
Sein weiteres wissenschaftliches Leben bestimmten zunehmend die Krebstiere. Als international anerkannter Experte bearbeitete er das Material verschiedener ausländischer Expeditionen, darunter auch der britischen Challenger-Expedition. Er verfasste zwölf Abhandlungen über Krebstiere aus dem Kaspischen Meer, die ihm verschiedene russische Expeditionen geschickt hatten, und weitere über solche aus afrikanischen Seen. Noch in seinen letzten Lebensjahren bearbeitete er Expeditionsmaterial des Fürsten Albert I. von Monaco. Er begründete weitere Ordnungen wie die Monstrilloida (1901), Harpacticoida (1903) und Calanoida (1903).
Seit den 1880er Jahren ließ er sich getrockneten Schlamm aus Seen auf verschiedenen Kontinenten mitbringen, um im Süßwasseraquarium die aus ihren Eiern schlüpfenden Wasserflöhe, Ruderfußkrebse oder Muschelkrebse beobachten zu können. Nach und nach untersuchte er Schlamm aus Australien, Neuseeland, Südafrika, Brasilien, Argentinien, Algerien, Indien, China, Sumatra, Südgeorgien und Britisch-Malaya.
Ossian Sars’ Hauptwerk ist An Account of the Crustacea of Norway, das in neun Bänden zwischen 1890 und 1928 erschien und vom Bergen Museum herausgegeben wurde. In knappen Beschreibungen und exzellenten Zeichnungen stellte er hierin die Welt der norwegischen Krebstiere dar.

### Späte Jahre
1918 wurde Ossian Sars emeritiert. Es durfte aber sein Labor an der Universität behalten. Auch seine Bezüge wurden ihm weiterhin gewährt. Sars setzte seine Arbeit bis unmittelbar vor seinem Tod fort. Er starb nach kurzer Krankheit nur zwei Wochen vor seinem 90. Geburtstag.

### Familie

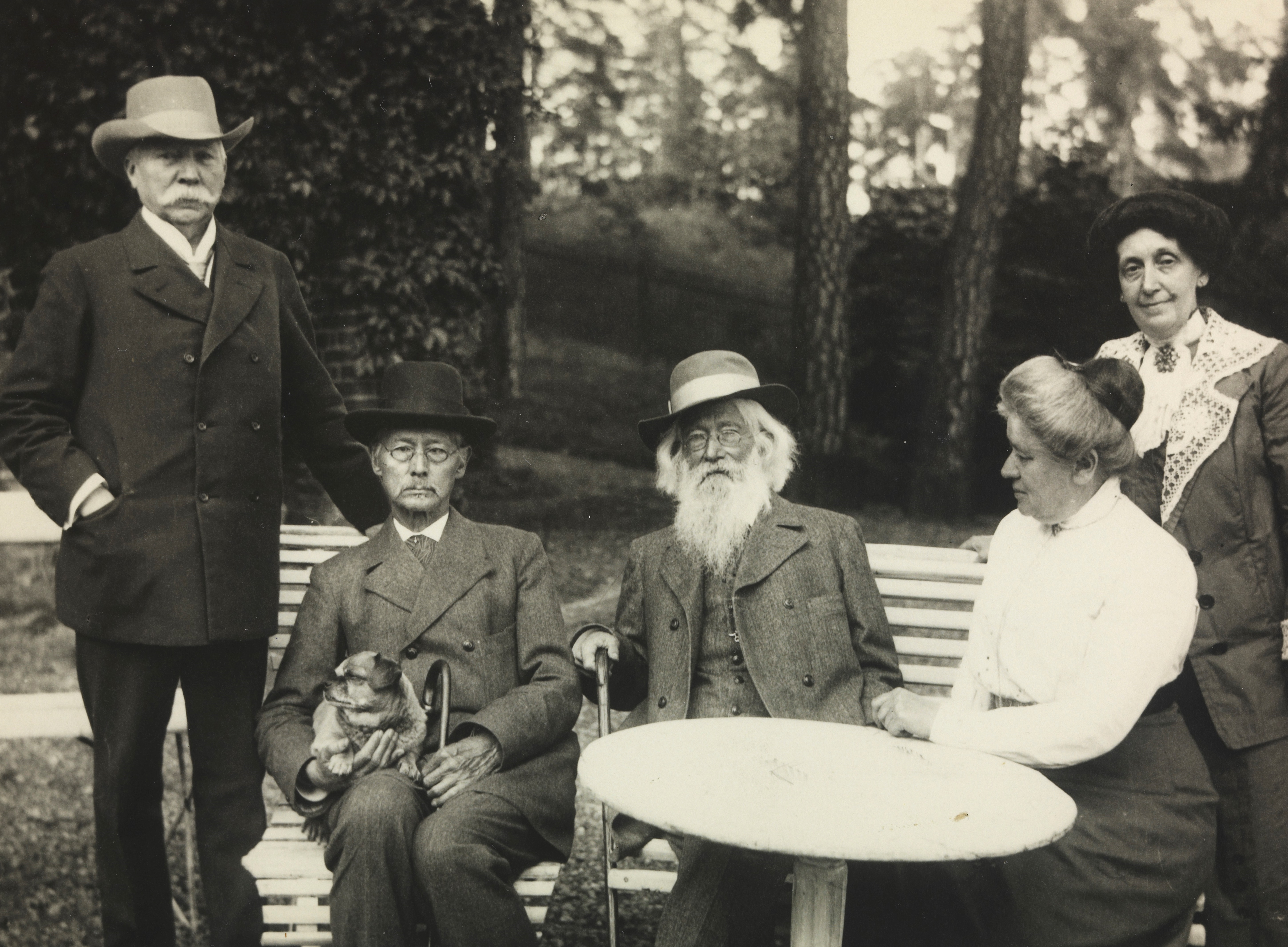
Thorvald Lammers, Ossian Sars, Ernst Sars und Mally Lammers (von links nach rechts)

Georg Ossian Sars war nie verheiratet. Wie sein Bruder Ernst lebte er bei seiner Mutter, bis diese 1898 starb. Danach wohnten die Brüder bei ihrer Schwester Mally (1850–1929) und deren Ehemann, dem Sänger und Komponisten Thorvald Lammers. Die jüngere Schwester Eva war mit Fridtjof Nansen verheiratet.

### Ehrungen
Die Universität Uppsala verlieh Ossian Sars 1877 die Ehrendoktorwürde. 1882 wurde er zum Mitglied der Leopoldina gewählt. Die Linnean Society of London zeichnete ihn 1910 mit der Linné-Medaille aus. 1892 wurde er Ritter und 1911 Kommandeur des Sankt-Olav-Ordens. Seit 1896 war er korrespondierendes Mitglied der Russischen Akademie der Wissenschaften in St. Petersburg und seit 1898 der Preußischen Akademie der Wissenschaften sowie seit 1920 Ehrenmitglied (Honorary Fellow) der Royal Society of Edinburgh.
Nach Sars sind mehrere geographische Objekte wie die Insel Sarsholmen, der See Sarsvatnet, der Berg Ossian Sarsfjellet (alle Spitzbergen), der Vulkankrater Sarskrateret auf Jan Mayen, die Untiefe Sarsbanken im Europäischen Nordmeer und die Sarsstraße (Proliw Sarsa) zwischen der Freden- und der Eva-Liv-Insel in Franz-Joseph-Land benannt. Auf der Insel Spitzbergen trägt außerdem das Ossian-Sars-Naturreservat seinen Namen. Mehrere norwegische Forschungsschiffe wurden G. O. Sars getauft. Die Zeitschrift Sarsia (seit 2005: Marine Biology Research) und das Sars-Zentrum für Marine Molekularbiologie sind nach Michael und Ossian Sars benannt.

## Schriften (Auswahl)
- Historie naturelle des Crustacés d’eau douce de Norvège, Chr. Johnsen, Christiania 1867.
- Bidrag til kundskaben om norges arktiske fauna. I. Mollusca regionis arcticae norvegiae. Oversigt over de i norges arktiske region forekommende bløddyr, Christiania 1878.
- Carcinologiske Bidrag til Norges Fauna. Monographi over de ved Norges kyster forekommende Mysider, Christiania, 1. Heft 1870, 2. Heft 1872, 3. Heft 1879.
- Report on the Schizopoda collected by H.M.S. Challenger during the years 1873–76, London 1885.
- Den Norske Nordhavs-Expedition 1876–1878, Grøndahl, Christiania, Bd. 6: Crustacea I 1885, Crustacea II 1886, Pycnogonidea 1891.
- An account of the Crustacea of Norway, with short descriptions and figures of all the species, Cammermeyers Forlag, doi:10.5962/bhl.title.1164,

Bd. 1: Amphipoda, 1895; Bd. 2: Isopoda, 1899; Bd. 3: Cumaceae, 1899; Bd. 4: Copepoda. Calanoida, 1901; Bd. 5: Copepoda. Harpacticoida, 1911; Bd. 6: Copepoda. Cyclopoida, 1913; Bd. 7: Copepoda. Supplement, 1919; Bd. 8: Copepoda. Monstrilloida & Notodelphyoida, 1921; Bd. 9: Ostracoda, 1922–1928.
- Fauna Norvegiae, Band 1: Phyllocarida and Phyllopoda, Christiania 1896.
- An account of the Crustacea of Norway, with Short Descriptions and Figures of all the Species, 9 Bände, veröffentlicht vom Bergen Museum, Bergen, im Verkauf beim Cammermayer-Verlag, Christiania und Kopenhagen 1895–1928.
- Copépodes particulièrement bathypélagiques provenant des campagnes scientifiques du Prince Albert Ier de Monaco. In: Résult. Camp. scient. Prince Albert I 69, 1925, S. 1–408.